# Col·lecció d'esteles funeràries del Museu Nacional del Brasil
La col·lecció d'esteles funeràries del Museu Nacional del Brasil és una de les principals col·leccions que s'exhibeixen al Museu Nacional de Rio de Janeiro, entre les quals destaquen esteles esteles de l'antic Egipte. La situació actual d'aquesta col·lecció és desconeguda, com a conseqüència l'incendi de 2018 que va destruir les instal·lacions del museu.
| Imatge | Nom                                   | Origen | Data            | Notes                                       |
| ------ | ------------------------------------- | ------ | --------------- | ------------------------------------------- |
|        | Primera estela de Sahi                | Egipte | c. 1991-1668 aC | Regne mitjà, Dinastia XII/XIII.             |
|        | Segona estela de Sahi                 | Egipte | c. 1991-1668 aC | Regne mitjà, Dinastia XII/XIII.             |
|        | Baix-relleu de Sehetepibre            | Egipte | c. 1730 aC      | Regne mitjà, Dinastia XIII.                 |
|        | Estela de Seqedi Shemre               | Egipte | c. 1991-1668 aC | Regne mitjà, Dinastia XII/XIII.             |
|        | Estela d'Amenemopet                   | Egipte | c. 1300-1200 aC | Dinastia XIX.                               |
|        | Estela de Bakenamun                   | Egipte | c. 1400 aC      | Dinastia XII/XIII.                          |
|        | Estela de Djed-Anhurefankh            | Egipte | c. 650-550 aC   | Dinastia XXVI.                              |
|        | Estela de Haunefer                    | Egipte | c. 1300-1200 aC | Dinastia XIX.                               |
|        | Estela de Horkefaref i família        | Egipte | c. 1991-1668 aC | Dinastia XII/XIII.                          |
|        | Estela de Huy, fill de Pahu           | Egipte | c. 1290 aC      | Imperi nou, Dinastia XIX, regnat de Seti I. |
|        | Estela d'Ithu                         | Egipte | c. 1300-1200 aC | Imperi noi, Dinastia XIX.                   |
|        | Estela de Mery                        | Egipte | c. 1991-1668 aC | Regne mitjà, Dinastia XII/XIII.             |
|        | Estela de Montusekher                 | Egipte | c. 1991-1668 aC | Regne mitjà, Dinastia XII/XIII.             |
|        | Estela de Nakhtamun                   | Egipte | c. 1200-1070 aC | Imperi nou, Dinastia XX.                    |
|        | Estela de Pentjek                     | Egipte | c. 650-400 aC   | Baix imperi, Dinastia XXVI/XXVII.           |
|        | Estela de Raia                        | Egipte | c. 1300-1200 aC | Imperi nou, Dinastia XIX.                   |
|        | Estela de Renefankh i la seva família | Egipte | c. 1991-1668 aC | Imperi mitjà, Dinastia XXI/XIII.            |
|        | Estela de Ruru, fill d'Amenemopet     | Egipte | c. 600-500 aC   | Regne mitjà, Dinastia XXI/XIII.             |
|        | Estela de Senusret-Iunefer            | Egipte | c. 1897-1878 aC | Imperi mitjà, Dinastia XII.                 |
|        | Estela sense nom                      | Egipte | c. 600-400 aC   | Dinastia XXVI/XXVII.                        |